# Schmiergeld

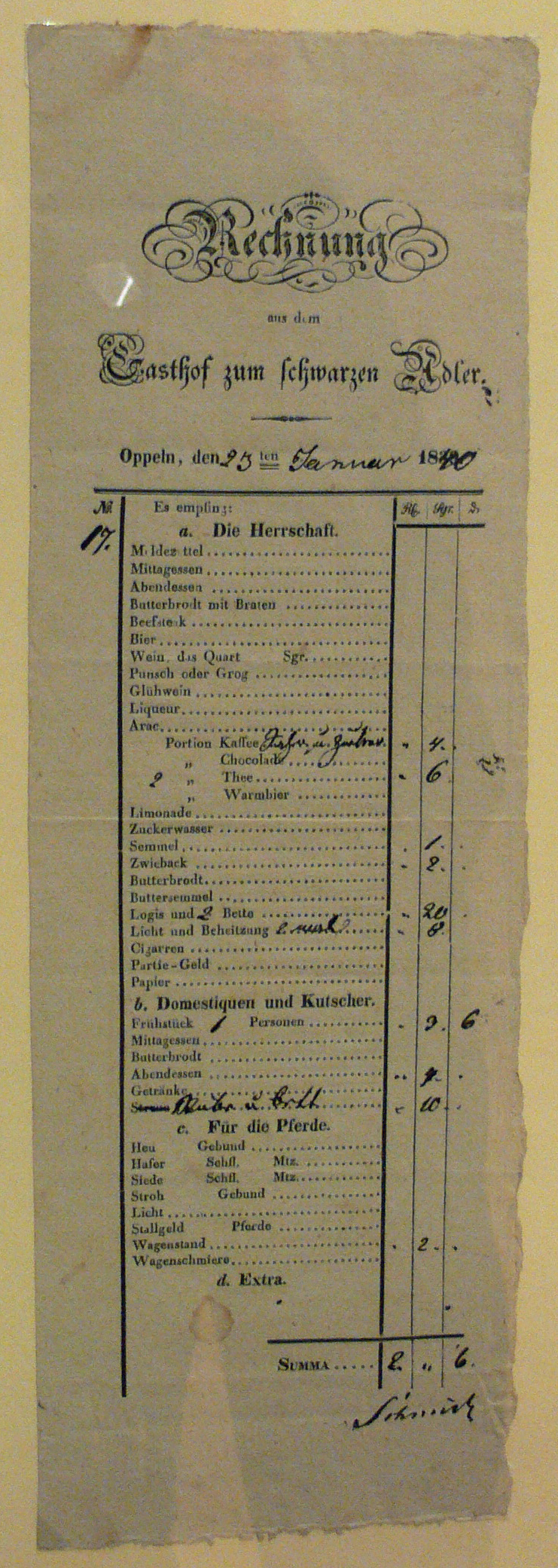
Die letzte Position auf der Rechnung: die Wagenschmiere

Als Schmiergeld bezeichnet man in der heutigen Zeit eine Form der Bestechung. Diese war schon aus dem Mittelalter bekannt und so bedeutet schmieren auch bestechen (jemand die Hand schmieren). Das Wort Smeergeld im Sinn von Bestechung ist um 1700 im Niederdeutschen bezeugt. Begrifflich kann Schmiergeld auch in der Form jedes sonstigen materiellen Vorteils verstanden werden.
Bis zum Steuerjahr 1995 konnten in Deutschland Schmiergelder als Betriebsausgaben von den zu versteuernden Einnahmen abgezogen werden. Seither fallen Schmiergelder unter die Betriebsausgaben, die den Gewinn nicht mindern dürfen. § 4 Abs. 5 Nr. 10 Einkommensteuergesetz besagt hierzu, dass unter anderem die folgenden Betriebsausgaben den Gewinn nicht mindern dürfen:
„die Zuwendung von Vorteilen sowie damit zusammenhängende Aufwendungen, wenn die Zuwendung der Vorteile eine rechtswidrige Handlung darstellt, die den Tatbestand eines Strafgesetzes oder eines Gesetzes verwirklicht, das die Ahndung mit einer Geldbuße zulässt. Gerichte, Staatsanwaltschaften oder Verwaltungsbehörden haben Tatsachen, die sie dienstlich erfahren und die den Verdacht einer Tat im Sinne des Satzes 1 begründen, der Finanzbehörde für Zwecke des Besteuerungsverfahrens und zur Verfolgung von Steuerstraftaten und Steuerordnungswidrigkeiten mitzuteilen.“
Unter einer hier bezeichneten rechtswidrigen Handlung wird überwiegend der Tatbestand der Bestechlichkeit und Bestechung im geschäftlichen Verkehr (§§ 299 ff. StGB), sowie Vorteilsgewährung (§ 333 StGB) und Bestechung (§ 334 StGB) verstanden.

## Historische Bedeutung
Bei der Postkutsche war 1812 das Schmiergeld eine feste Gebühr von zwölf Kreuzern, die jeder Fahrgast zahlen musste. Wenn man die Achsen nicht regelmäßig schmierte, fraßen sich die Räder fest und es gab kein Fortkommen. Die Wartung musste an jeder Poststation vorgenommen werden. Dafür war die Gebühr fällig. Der Postillon erhielt zusätzlich ein festgesetztes Trinkgeld. Er konnte nicht durch Bestechung zu schnellerem Fahren angehalten werden, denn er musste seinen Fahrplan einhalten. Postillone und Posthalter standen nicht im Dienst einzelner Reisender, sondern waren Staatsbeamte, die für Bestechlichkeit bestraft worden wären.